# Kevin Alejandro
Kevin Alejandro, född 7 april 1976 i San Antonio, Texas, är en amerikansk skådespelare.
Alejandro har bland annat medverkat i TV-serierna Lucifer och Fire Country. Han har även medverkat i TV-serien Arcane.

## Filmografi (i urval)
- 2009–2011 – Southland (TV-serie)
- 2015 – The Returned (TV-serie)
- 2016–2021 – Lucifer (TV-serie)
- 2021 – Arcane
- 2022–2023 – Fire Country (TV-serie)